# Resultados do Carnaval de Porto Alegre em 2013
Os resultados do Carnaval de Porto Alegre em 2013, foram divulgados no dia 12 de fevereiro no Complexo Cultural do Porto Seco. A campeã do grupo especial foi a escola Bambas da Orgia com o enredo, Majestosa Altaneira, Minha Águia, Minha Paixão!. A transmissão dos desfiles de Porto Alegre e do Rio de Janeiro para o Rio Grande do Sul rendeu a RBS TV detentora dos direitos de transmissão sua maior audiência desde de o carnaval de 2008, foram 5,2 milhões de pessoas assistindo com a média 17 pontos de audiência e 62,3% de participação.

## Grupo Especial
| Colocação | Escola                     | Pontos | Notas     | Punições | Ref.                          |
| --------- | -------------------------- | ------ | --------- | -------- | ----------------------------- |
| 1º        | Bambas da Orgia            | 239,6  |           | -0,2     | [ 1 ] [ 3 ] [ 4 ] [ 5 ]       |
| 2º        | Imperadores do Samba       | 239,3  |           |          | [ 1 ] [ 3 ] [ 4 ] [ 5 ]       |
| 3º        | Estado Maior da Restinga   | 239,3  |           |          | [ 1 ] [ 3 ] [ 4 ] [ 5 ]       |
| 4º        | Império da Zona Norte      | 238,8  |           |          | [ 1 ] [ 3 ] [ 4 ] [ 5 ]       |
| 5º        | Imperatriz Dona Leopoldina | 238,3  |           |          | [ 1 ] [ 3 ] [ 4 ] [ 5 ]       |
| 6º        | Acadêmicos de Gravataí     | 236,1  |           |          | [ 1 ] [ 3 ] [ 4 ] [ 5 ]       |
| 7º        | União da Vila do IAPI      | 235,2  |           |          | [ 1 ] [ 3 ] [ 4 ] [ 5 ]       |
| 8º        | Embaixadores do Ritmo      | 234    |           |          | [ 1 ] [ 3 ] [ 4 ] [ 5 ]       |
| 9º        | Unidos de Vila Isabel      | 232,4  |           | -2,0     | [ 1 ] [ 3 ] [ 4 ] [ 5 ]       |
| 10º       | Academia de Samba Praiana  | 229,4  | Rebaixada | -1,5     | [ 1 ] [ 3 ] [ 5 ] [ 6 ] [ 7 ] |

## Grupo A
| Colocação | Escola                        | Pontos | Notas     | Punições | Ref.                    |
| --------- | ----------------------------- | ------ | --------- | -------- | ----------------------- |
| 1º        | Academia Samba Puro           | 160    | Promovida |          | [ 5 ] [ 8 ] [ 9 ]       |
| 2º        | Imperatriz Leopoldense'       | 159,2  | Promovida |          | [ 5 ] [ 8 ] [ 9 ]       |
| 3º        | Império do Sol                | 158,8  |           |          | [ 5 ] [ 8 ] [ 9 ]       |
| 4º        | Unidos do Guajuviras          | 157,8  |           | -0,1     | [ 5 ] [ 8 ] [ 9 ]       |
| 5º        | Protegidos da Princesa Isabel | 156,9  |           |          | [ 5 ] [ 8 ] [ 9 ]       |
| 6º        | Acadêmicos de Niterói         | 156,1  |           | -1       | [ 4 ] [ 5 ] [ 9 ] [ 7 ] |
| 7º        | Unidos da Vila Mapa           | 154,4  | Rebaixada |          | [ 4 ] [ 5 ] [ 9 ] [ 7 ] |

## Grupo de Acesso
| Colocação | Escola              | Pontos | Notas                                     | Punições | Ref.                    |
| --------- | ------------------- | ------ | ----------------------------------------- | -------- | ----------------------- |
| 1º        | Copacabana          | 159,7  | Promovida                                 |          | [ 5 ] [ 8 ] [ 9 ] [ 7 ] |
| 2º        | Unidos do Capão     | 157,9  | Promovida                                 |          | [ 5 ] [ 8 ] [ 9 ] [ 7 ] |
| 3º        | Apito de Ouro       | 157    |                                           | - 0,2    | [ 5 ] [ 8 ] [ 9 ] [ 7 ] |
| 4º        | Acadêmicos da Orgia | 153    |                                           | -4       | [ 5 ] [ 8 ] [ 9 ] [ 7 ] |
| 5º        | Filhos da Candinha  | 152,7  |                                           |          | [ 5 ] [ 8 ] [ 9 ] [ 7 ] |
| 6º        | Realeza             | 152,6  |                                           | -2       | [ 5 ] [ 8 ] [ 9 ] [ 7 ] |
| 7º        | União da Tinga      | 134,3  | Fora dos desfiles oficiais por dois anos. | -14      | [ 5 ] [ 8 ] [ 9 ] [ 7 ] |

## Tribos carnavalescas
| Colocação | Tribo        | Pontos | Punições | Ref.        |
| --------- | ------------ | ------ | -------- | ----------- |
| 1º        | Os Comanches | 157,8  | -1,1     | [ 5 ] [ 8 ] |
| 2º        | Guaianazes   | 155,7  |          | [ 5 ] [ 8 ] |